# クアンド・クバンゴ州

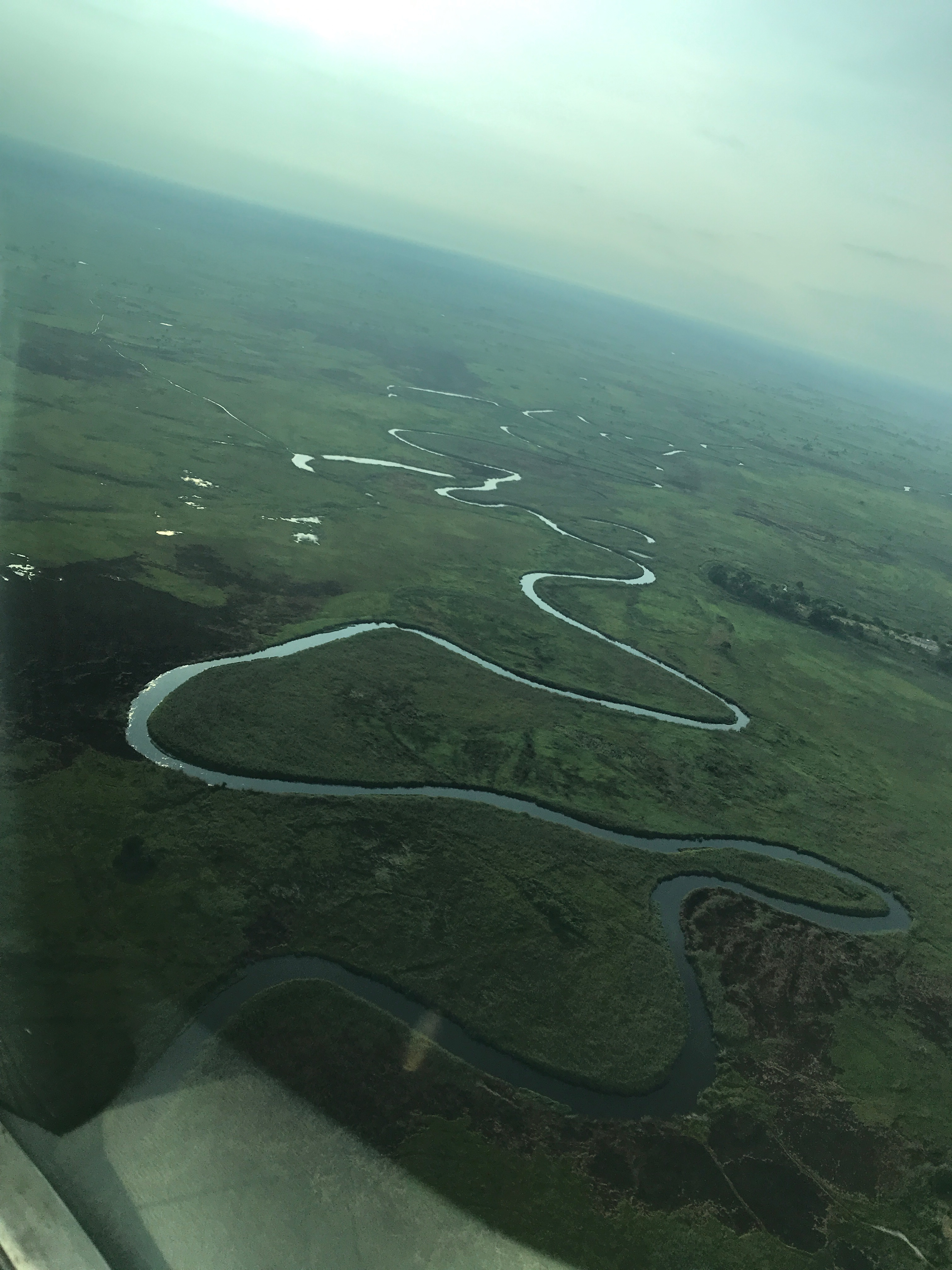
クアンド・クバンゴ州

クアンド・クバンゴ州（クアンド・クバンゴしゅう、ポルトガル語：Cuando Cubango、ムブンドゥ語: Kuando Kubango）は、アンゴラの一つ州、２番目に大きな州である。アンゴラの南東端に位置し、首都ルアンダから州都メノングエまで約1000キロ、ナミビアとザンビアと国境を接している。名前は東側のクアンド川と西側のクバンゴ川に由来し、同国で“地の果ての土地”と呼ばれている。
アンゴラ内戦の中で、この州は南アフリカからの侵略により、最も激しい戦いをもたらした。今までマビンガやメノングエ、クイト・クアナバルを中心に地雷がまだ多く残っている。

## ムニシピオ
9つのムニシピオに区分される。
- Calai
- Cuangar
- Cuchi
- Cuito Cuanavale
- Dirico
- Mavinga
- メノングエ
- Nancova
- Rivungo